# Benas Šatkus
Benas Šatkus, né le 1er avril 2001 à Klaipėda en Lituanie, est un footballeur international lituanien qui évolue au poste de défenseur central au VfL Osnabrück.

## Carrière

### Carrière en club

#### 1. FC Nuremberg (2017-2022)
Formé au club lituanien du FK Banga, Šatkus rejoint le club allemand du 1. FC Nuremberg en 2017 oú le joueur s'installe en équipe de jeunes.
En 2020, Šatkus signe son premier contrat professionnel avec le club, Šatkus est néanmoins cantonné en équipe réserve (en),.

#### VfL Osnabrück (depuis 2022)
À l'été 2022, Šatkus rejoint le club allemand du VfL Osnabrück, qui évolue en 3. Liga,.

### En équipe nationale
Le 17 novembre 2019, Šatkus honnore sa première sélection avec la Lituanie lors d'un match amical contre la Nouvelle-Zélande (victoire 1-0).